# 波賀城史跡公園
波賀城史跡公園 （はがじょうしせきこうえん）は、波賀城跡の兵庫県宍粟郡波賀（現・兵庫県宍粟市波賀町上野）にある公園（日本の城跡）。

## 概要
波賀城は弘長年間（1261年 - 1263年）に芳賀七郎が築城し13世紀中頃から戦国時代末期まで播磨国の中村氏が城主として拡張した山城で、因幡街道と千種を結ぶ街道を眼下に望む独立峰の城山（標高458m）の山頂に位置する。
当史跡公園は、宍粟郡波賀町が波賀城跡を1990年（平成2年）から開始した発掘調査と史跡公園としての整備事業により、誕生した。山麓から山頂の城郭に至る遊歩道が造られ、城郭内には二層櫓、冠木門などが復元された。二層櫓は内部を歴史資料館「波賀城学習資料館」として公開しており、夜間にはライトアップされる。

## 所在地・交通アクセス
- 所在地 - 兵庫県宍粟市波賀町上野2-51[1]
- 交通アクセス - 山陽新幹線・JR神戸線 姫路駅北口 から神姫バス「山崎行」で山崎で乗り換え、「皆木行」・「原行」に乗車、「上野」下車、徒歩20分またはタクシー5分で山頂まで。

## 周辺
- 原不動滝（日本の滝百選）
- 波賀温泉

## 註
1. ↑  “波賀城史蹟公園 ― 宍粟市”.   宍粟市. 2020年11月14日閲覧。